# Кантемиров, Алихан Гадоевич
Алихан Гадоевич Кантемиров (осет. Хъантемырты Гæдойы фырт Алихан, 9 мая 1886, Карагач, Владикавказский округ, Терская область, Российская империя — 16 апреля 1963, Мюнхен, Бавария, ФРГ) — член  Всероссийского учредительного собрания и Совета Союза горцев Кавказа, дипломатический представитель Союзной Республики горских народов Северного Кавказа в Азербайджанской Демократической Республики, заместитель министра иностранных дел Закавказской Демократической Федеративной Республики, депутат Закавказского Сейма, состоял в его мусульманской фракции. 

## Биография
Алихан Кантемиров родился 1886 году в мусульманской осетинской семье в селе Карагач (ныне Дигорский район Северной Осетии). По сословной принадлежности  "из дворян", личный почётный гражданин.  Окончил Владикавказский лицей. По одним сведениям лишь учился в Киевском и Санкт-Петербургском университетах, по другим всё-таки окончил юридический факультет Санкт-Петербургского университета.
Служил присяжным поверенным. Член партии эсеров, под полицейским надзором с 1915. В феврале был юристом Бакинского исламского благотворительного общества в Карсе.
После Февральской революции в Карсе было создано местное самоуправление, а губернаторами города Карса в течение одной недели были армянин, турок и грек. От турок был избран губернатор Алихан Кантемиров. 
В 1917 году он стал комиссаром Закавказского комиссариата в Карсской области.
В ноябре 1917 года  избран в Всероссийское Учредительное собрание по Закавказскому избирательному округу по списку № 12 (Мусульманский социалистический блок). Был вторым в этом списке после Ибрагим-бека Гайдарова. Список набрал 159 770 (6,51%) и  первые 3 человека в списке: Ибрагим-бек Гайдаров, Алихан Кантемиров и Аслан-бек Сафикюрдский были избраны членами Учредительного собрания.
23 февраля 1918 года, как член Учредительного собрания, вошёл в состав вновь созданного Закавказского сейма и присоединился там к мусульманской фракции. Он стал единственным представителем Северного Кавказа в Закавказском Сейме.  В марте 1918 года он был членом делегации, отправленной горскими народами в Тифлис для переговоров с Закавказским сеймом, в составе горской делегации участвовал в Трабзонской и Батумской конференциях. Хотя он был избран членом созданного 27 мая 1918 года Национального совета Азербайджанской Демократической Республики, он работал на Северном Кавказе.
На заседании мусульманской фракции Закавказского сейма 4 мая 1918 года Алихан Кантемиров был назначен заместителем министра иностранных дел Закавказской федеративной демократической республики.
Весной 1918 года правительство Азербайджанской демократической республики, поддерживая тесные контакты с правительством Горской республики, сочло необходимым определить границы обеих республик. Азербайджанская сторона предложила создать для этой цели совместную комиссию. Алихан Кантемиров сыграл важную роль в установлении нормальных отношений между Горской Республикой и Азербайджаном. В октябре 1918 года Алихан Кантемиров, назначенный дипломатическим представителем правительства Горской Республики в Азербайджане, принял участие в подписании контрактов и соглашений между Горской Республикой и Азербайджанской Демократической Республикой в экономической, финансовой и других областях.
В 1919 году он участвовал в 1-й Конференции представителей кавказских республик в Тифлисе и выступал там против Деникина. Даже после того, как в конце мая 1919 года Горская республика была оккупирована Деникинской армией, Алихан Кантемиров продолжал выступать в качестве представителя своего правительства и представлял его на состоявшейся в Тбилиси в мае и июне 1919 года конференции республик Южного Кавказа по финансовым, экономическим, военным и политическим вопросам.
4 сентября 1919 года он председательствовал на первом заседании Союзного меджлиса горцев Кавказа (эмигрантского горского парламента), основанного в Тбилиси. 23 сентября 1919 года он был избран членом Совета Союзного меджлиса.
19 октября 1919 года на съезде в селении Леваши Даргинского округа он был избран Товарищем председателя Совета обороны Северного Кавказа и Дагестана, состоявшего из членов Горского правительства и Коркмасова. 24 октября того же года Кантемиров председательствовал на 6-м заседании Совета обороны.
Хотя он был схвачен после апрельского вторжения в Азербайджан, ему удалось сначала бежать сначала в Грузию, а затем в том же 1921 году в Турцию.

### В эмиграции
В 1924-1927 годах он был руководителем комитета Кавказской конфедерации в Стамбуле. В ноябре 1924 вошёл как представитель осетинского народа в Кавказский освободительный комитет, созданный на базе конфедерации. В 1926 году он стал членом организации «Прометей».
В 1938 году под давлением советского посольства он был лишен турецкого гражданства, выслан из страны и переехал в Германию.
В 1930-е годы он основал Северо-Кавказскую национальную партию в Германии и возглавил её.

### Во время Второй мировой войны
С осени 1941 года он был членом Комиссии по делам северокавказских военнопленных Министерства Востока Германии, членом Северо-Кавказского национального комитета в Берлине в 1942–1943 годах, членом Северо-Кавказского штаба связи в 1943–1945 годах.
В октябре 1941 года два турецких генерала  Нури-паша и Хюсню Эмир Эркилет предложили немецкому командованию идею создания национальных легионов из тюрко-татарских военнопленных . Чтобы разобраться с военнопленными, немецкое руководство также установило отношения с представителями эмиграции из кавказских и среднеазиатских народов. В связи с этим в Министерстве Востока были созданы соответствующие комиссии. Целью комиссий было ведение списков заключенных и подготовка их к работе в ближайшие дни. В связи с этим немцы придавали особое значение лидерам-эмигрантам, которые обосновались в Германии после большевицкой революции. Ахмад Теймур, один из эмигрантов, волжских татар, вспоминал:
Например, я (впоследствии Абдуррахман Шафи Алмаз) управлял направлением «Идель-Урал», Мехмет-бей (Мамед Эмин Расулзаде) занимался азербайджанским направлением, Али Хан Кантамир и его друзья курировали направление по Северному Кавказу. Вели Каюм Хан был назначен в комиссию по делам туркестанских пленников, а после прибытия Мустафы Чокая он продолжил работу в качестве его заместителя Среди членов комиссии царила искренняя атмосфера братства и дружбы.
Комиссия, начавшая действовать с августа 1941 года, встречалась с узниками концлагерей. В комиссию ««Идель-Урал»» (в которую вошли представители татар, башкир, чувашей и угро-финнов) вошёл Ахмед Теймур, узбек Вали Каюм-хан в Туркестанскую комиссию, Али Хан Кантамир в Северокавказскую комиссию, Мамед Эмин Расулзаде в азербайджанскую комиссию.
В апреле 1942 года Фридрих Вермер фон Шуленбург пригласил в Берлин эмигрантов, живших во Франции, Италии, на Балканах, в Турции и Швейцарии. В конце апреля — начале мая того же года состоялась встреча в знаменитом отеле «Адлон» в Берлине. Во встрече приняли участие: "Азербайджанцы — Мамед Эмин Расулзаде, Халил Хасмамедов и Фуад Амирджан; северокавказцы - Шамиль, Мухаммад СаидСаид Шамиль, Гайдар Баммат и Али Хан Кантамир; грузины — Спиридион и Лев Кереселидзе, Даша Вачанадзе, Зураб Аваиашвили и др. ".
В 1943-1945 годах он был редактором журнала «Северный Кавказ», который является центральным органом Северо-Кавказского комитета в Берлине.

### После войны
В передовой статье под названием «Дава ва каямиз» в первом номере журнала политических эмигрантов Кавказа, издававшегося в Мюнхене с августа 1951 по декабрь 1952 года на турецком, английском и русском языках и пропагандирующего идею создания единого конфедеративного кавказского государства, под редакцией Алихана Кантамира было сказано:
Для нас, кавказцев, живущих надеждой на спасение нашей Родины, Музтариб не только подтвердил нашу верность идее независимого и единого Кавказа, но и рассказал, какими путями мы хотим достичь этой цели, какими межэтнические силы, на которые мы намерены опираться, и какую поддержку имеет Кавказ для утверждения своей независимости и особенно для ее защиты, пора показать, что можно найти друзей и союзников.
В 1954 году он возглавил журнал «Елмеджеле», издаваемый Институтом изучения Советского Союза в Мюнхене. Он также преподавал в этом институте русский, английский и турецкий языки.
Умер в Мюнхене в 1963 году. Похоронен там же, на Лесном кладбище (Waldfriedhof) в могиле № 271-3-73, сейчас поверх его могилы захоронен другой человек.

## Семья
- Жена —
- Брат (младший) — Асланбей